# Ngân hàng Citibank Việt Nam
Ngân hàng Citibank Việt Nam là một chi nhánh ngân hàng nước ngoài tại Việt Nam.

## Hoạt động kinh doanh
Tại Việt Nam, hoạt động của Citi được chia thành hai mảng chính: Global Consumer Group (Khối ngân hàng bán lẻ) và Institutional Clients Group (Khối ngân hàng dành cho doanh nghiệp)

### Khối Ngân hàng bán lẻ
Khối ngân hàng bán lẻ toàn cầu của Citi cung cấp các tài khoản thanh toán và tiết kiệm, tiền gửi bằng ngoại tệ, và sản phẩm cao cấp Citigold. Khách hàng Citibank có thể truy cập và tiếp cận các dịch vụ của Citi 24h trong ngày và 7 ngày trong tuần trên internet thông qua Citibank Online là Hệ thống dịch vụ ngân hàng trực tuyến và bằng cách gọi điện thông qua Citiphone, là một Hệ thống dịch vụ ngân hàng qua điện thoại. Các sản phẩm và dịch vụ ngân hàng của Khối ngân hàng bán lẻ toàn cầu của Citi cung cấp các nguồn lực quản lý tình hình tài chính và các giải pháp cho khách hàng và chủ tài khoản của Citi.

### Khối Ngân hàng dành cho doanh nghiệp
Khối ngân hàng dành cho doanh nghiệp của Citibank có nhiệm vụ tư vấn cho các công ty, chính phủ và các nhà đầu tư trong các chiến lược của họ. Khối Ngân hàng dành cho doanh nghiệp có nhiệm vụ đưa ra các giải pháp và mang đến sự tiếp cận thị trường vốn các tổ chức phát hành và các nhà đầu tư tổ chức, thực thi các giao dịch chuyển trả và các giải pháp quản lý tiền mặt.

#### Mảng dịch vụ ngân hàng toàn cầu
Dịch vụ ngân hàng toàn cầu của chúng tôi cung cấp các dịch vụ tư vấn tài chính bao gồm: mua bán, sáp nhập, đa dạng hóa doanh nghiệp, tái cấu trúc tài chính, cung cấp các khoản vay, sản phẩm ngoại tệ, tái cấu trúc, bảo lãnh phát hành cổ phần, các sản phẩm nợ và chứng khoán phát sinh.

#### Mảng thị trường toàn cầu
Mảng thị trường toàn cầu bổ sung hệ thống nền tảng mua bán các sản phẩm vốn và nợ, đội ngũ nghiên cứu, và khả năng phân phối cho các tổ chức, và sự tiếp cận các mạng lưới môi giới chứng khoán trên thế giới. Citibank cung cấp các hoạt động bảo lãnh phát hành, tái cấu trúc và giao dịch các sản phẩm khác nhau như sản phẩm vốn (cổ phiếu), trái phiếu doanh nghiệp, trái phiếu chính phủ và các cơ quan ban ngành dưới chính phủ, các chứng khoán có tài sản hoặc bất động sản thế chấp, các khoản vay tổng hợp, và các sản phẩm kỳ hạn hoặc tái cấu trúc.

#### Mảng các dịch vụ giao dịch toàn cầu
Mảng các dịch vụ giao dịch toàn cầu cung cấp các sản phẩm có các giải pháp về vốn và thương mại, các dịch vụ về chứng khoán và quỹ cho các tập đoàn đa quốc gia, các tổ chức tài chính và khu vực thuộc nhà nước trên phạm vi toàn cầu. 
Mảng các dịch vụ giao dịch toàn cầu cung cấp các giải pháp về quản lý tiền mặt, vốn, tài chính thương mại, lưu ký, thanh toán bù trừ, chứng nhận lưu ký, các dịch vụ ủy thác, và các dịch vụ về quỹ cho các tổ chức tài chính, công ty đa quốc gia và chính phủ khi những khách hàng này có hoạt động kinh doanh tại nhiều nước khác nhau và đòi hỏi doanh nghiệp có sự quản lý và báo cáo tình hình hoạt động tích hợp, gọn nhẹ.

## Sản phẩm/Dịch vụ
- Mở tài khoản
  - Tài khoản Đa Năng
  - Tài khoản Bậc Thang
  - Tài khoản Thanh Toán
  - Chuyển tiền quốc tế của Citi
  - Thông báo tự động (CitiAlert)
  - Thẻ ATM
  - Sao kê điện tử
  - Vấn đề bảo mật
- Tiền gửi tiết kiệm
  - Tiền gửi có kì hạn
  - Tiền gửi có kì hạn linh hoạt
  - Tiền gửi bậc thang
  - Môi giới chứng khoán
- Bảo hiểm
- Dịch vụ trực tuyến
  - Citibank trực tuyến
  - Mô phỏng dịch vụ Citibank trực tuyến
  - Chuyển tiền quốc tế của Citi
  - Thông báo tự động
  - Sao kê điện tử
  - Vấn đề bảo mật

## Hoạt động đóng góp xã hội
Citi đã tài trợ các chương trình cộng đồng và từ thiện khác nhau:
- Cung cấp các khóa đào tạo miễn phí và học bổng cho sinh viên Việt Nam
- Cung cấp các khoản tín dụng vi mô cho phụ nữ nông thôn.
- Trang trải chi phí phẫu thuật nụ cười cho trẻ em tại các khu vực nông thôn
- Tổ chức hội thảo chuyên đề về tài chính và ngân hàng
- Thực hiện chương trình giải thưởng vinh danh các doanh nhân vi mô

## ATM
| STT | Địa điểm đặt ATM                                              | Thành phố |
| --- | ------------------------------------------------------------- | --------- |
| 1   | Tầng trệt, Tòa nhà Sunwah, 115 Nguyễn Huệ, Quận 1             | HCM       |
| 2   | Tầng trệt, Tòa nhà Eden, Nguyễn Huệ, Quận 1                   | HCM       |
| 3   | 2 Công xã Paris, Quận 1                                       | HCM       |
| 4   | Tầng trệt, International Center, 17 Ngô Quyền, Quận Hoàn Kiếm | Hà Nội    |
| 5   | Tầng trệt, 7 Đinh Tiên Hoàng, Quận Hoàn Kiếm                  | Hà Nội    |
| 6   | Ga đến, Sân bay Quốc tế Nội Bài, huyện Sóc Sơn                | Hà Nội    |